# Навархос Міауліс (1879)
«Навархос Міауліс»( грец. Ναύαρχος Μιαούλης, «Адмірал Міяуліс») — 1820-тонний грецький вітрильний крейсер (грецькою класифікувався як Εύδρομο), названий на честь адмірала Андреаса Міауліса, лідера флоту грецьких повстанців під час Війни за незалежність Греції (1821-1829).

## Служба
«Навархос Міауліс» був побудований компанією Forges et Chantiers de la Méditerranée у Франції, і він був придбаний Грецією в рамках своєї програми розширення військово-морського флоту після невдалого Критського повстання 1866 року. Гроші на придбання корабля (2,3 млн. зодотих драхм) були зібрані «Товариством створення національного флоту», організованого учасником війни за незалежність, адміралом Костантідісом Нікодімосом.  Досить швидко крейсер був визнаний  застарілим із придбанням нових, швидших і більших кораблів, таких як  броненосець берегової оборони «Спеце» і фактично перетворений на навчальний корабель.
Під час Критського повстання 1897 року «Навархос Міауліс» увійшов до складу ескадри адмірала Арістідіса Райнека, яка знаходилася біля острова. Крейсер запобіг попереджувальними залпами висадці турецьким військовим транспортом «Ізмаїл Фуад» військ в Сітії. Водночас присутність кораблів міжнародної ескадри змусило грецькі кораблі у подальшому утримуватись від втручання у розвиток подій.
«Навархос Міауліс» став першим грецьким військовим кораблем, який перетнув Атлантичний океан, коли під керівництвом капітана Кунтуріотіса 1900 року відвідав порти Бостона та Філадельфії у США. Наступного року корабель відвідав Нью-Йорк.
Під час Балканської війни корабель не застосовували у ході бойових дій, хоч у складі ВМС Греції на той час не було жодного іншого легкого крейсера.
Ще до завершення бойових дій корабель офіційно визнали навчальним для використання артилерійською школою та школою морських офіцерів на Поросі. Корабель служив у цій якості до  1931 року.